# Alburnus
Alburnus – rodzaj ryb z rodziny karpiowatych (Cyprinidae).

## Klasyfikacja
Gatunki zaliczane do tego rodzaju:
| - Alburnus adanensis - Alburnus akili - Alburnus albidus – ukleja biała, ukleja włoska - Alburnus alburnus – ukleja, ukleja pospolita - Alburnus arborella – arborella - Alburnus atropatenae - Alburnus attalus - Alburnus baliki - Alburnus battalgilae - Alburnus belvica - Alburnus caeruleus - Alburnus carinatus - Alburnus chalcoides – szemaja, szemaja kaspijska - Alburnus danubicus - Alburnus demiri - Alburnus derjugini - Alburnus doriae - Alburnus escherichii - Alburnus filippii - Alburnus heckeli - Alburnus hohenackeri | - Alburnus istanbulensis – szemaja stambulska - Alburnus kotschyi - Alburnus leobergi - Alburnus macedonicus - Alburnus mandrensis – szemaja burgaska - Alburnus maximus - Alburnus mento – szemaja bawarska - Alburnus mentoides – szemaja krymska - Alburnus mossulensis - Alburnus nasreddini - Alburnus neretvae - Alburnus nicaeensis - Alburnus orontis - Alburnus qalilus - Alburnus sarmaticus - Alburnus schischkovi – szemaja czarnomorska, szemaja bułgarska - Alburnus scoranza - Alburnus sellal - Alburnus tarichi - Alburnus thessalicus - Alburnus vistonicus - Alburnus volviticus – szemaja macedońska - Alburnus zagrosensis |

Gatunkiem typowym jest Cyprinus alburnus (A. alburnus).

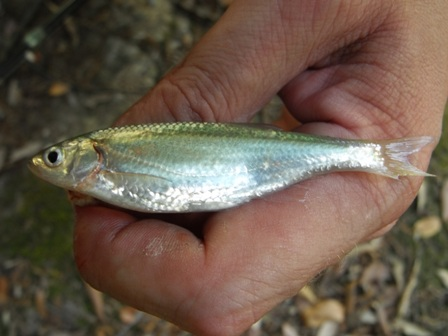
Alburnus arborella
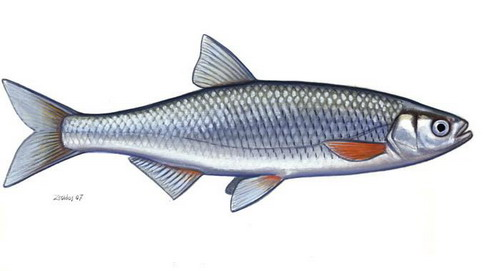
Alburnus mento
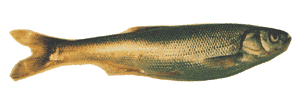
Alburnus tarichi

Zaliczane dawniej do tego rodzaju ukleja czarnogórska (Alburnus scoranzoides) i ukleja kaukaska (Alburnus charusini) są obecnie klasyfikowane jako podgatunki Alburnus alburnus.